# Martin Budtz
Martin Budtz (11. april 1961 - 27. september 2013) var en dansk digter, fotograf, tidsskriftsredaktør, webredaktør og maler. Søn af Lasse Budtz og Annette Winding. Studerede buddhismen, har taget buddhistisk tilflugt hos Namse Rinpoche og var medlem af Karmapa Trust. Han var tidligere købmand, reklametekstforfatter og trommehandler, opvasker, scenearbejder, og roadie. Han betegnede sig som rød socialdemokrat og som tilhænger af anarkistiske og kollektive arbejdsmetoder [kilde mangler].
Medstifter og medejer af digterkollektivet Øverste Kirurgiske.
Ansvarshavende redaktør på oplysningskontoret.dk (tidligere poesi.dk og minimalportal.dk) og naturligvis martinbudtz.org og bloggen rumkugler.blogspot.com.

## Udgivelser
Et hav af bidrag til Øverste Kirurgiske og andre tidsskrifter og antologier samt digtsamlingerne:
- Jeg er det øjeblik
- Allevegne
- Familien
- Museum

Alle udgivet på Biblioteket Øverste Kirurgiske (BØK).

## Priser og legater
- 2000: Det Danske Akademis Rifbjergpris, sammen med resten af Øverste Kirurgiske.
- 2002: Arbejdslegat, Statens Kunstfond.
- 2004: Arbejdslegat, Statens Kunstfond.

## Nekrologer
- "FIRELØBET NEKROLOG, Martin Budtz (11. april 1961 – 27. september 2013)" (på Promenaden) Arkiveret 17. februar 2015 hos  Wayback Machine
- "Martin Budtz (1961-2013)" på Thomas Krogsbøls blog
- Jens Blendstrup om Martin Budtz på bloggen "Farerindringer"
- "Åh nej, Martin Budtz er død" på Lars Bukdahls Blog